# Fullösa
Fullösa är kyrkbyn i Fullösa socken i Götene kommun i Västergötland. Orten ligger två kilometer norr om Götene öster om Kinnekulle
I byn ligger Fullösa kyrka.